# Campeonato Panamericano de Taekwondo
El Campeonato Panamericano de Taekwondo es la competición de taekwondo más importante a nivel panamericano. Es organizado desde 1978 por la Unión Panamericana de Taekwondo (PATU).

## Ediciones
| N.º   | Año  | Sede             | País                 |
| ----- | ---- | ---------------- | -------------------- |
| I     | 1978 | Ciudad de México | México               |
| II    | 1982 | Ponce            | Puerto Rico          |
| III   | 1984 | Paramaribo       | Surinam              |
| IV    | 1986 | Guayaquil        | Ecuador              |
| V     | 1988 | Lima             | Perú                 |
| VI    | 1990 | Bayamón          | Puerto Rico          |
| VII   | 1992 | Colorado Springs | Estados Unidos       |
| VIII  | 1994 | Heredia          | Costa Rica           |
| IX    | 1996 | La Habana        | Cuba                 |
| X     | 1998 | Lima             | Perú                 |
| XI    | 2000 | Oranjestad       | Aruba                |
| XII   | 2002 | Quito            | Ecuador              |
| XIII  | 2004 | Santo Domingo    | República Dominicana |
| XIV   | 2006 | Buenos Aires     | Argentina            |
| XV    | 2008 | Caguas           | Puerto Rico          |
| XVI   | 2010 | Monterrey        | México               |
| XVII  | 2012 | Sucre            | Bolivia              |
| XVIII | 2014 | Aguascalientes   | México               |
| XIX   | 2016 | Querétaro        | México               |
| XX    | 2018 | Spokane          | Estados Unidos       |
| XXI   | 2021 | Cancún           | México               |
| XXII  | 2022 | Punta Cana       | República Dominicana |
| XXIII | 2024 | Río de Janeiro   | Brasil               |

## Medallero histórico
- Actualizado hasta Río de Janeiro 2024.[1]

| Núm. | País                           | Oro | Plata | Bronce | Total |
| ---- | ------------------------------ | --- | ----- | ------ | ----- |
| 1    | Estados Unidos                 | 88  | 57    | 82     | 227   |
| 2    | México                         | 80  | 54    | 66     | 200   |
| 3    | Canadá                         | 49  | 32    | 86     | 167   |
| 4    | Brasil                         | 33  | 44    | 71     | 148   |
| 5    | Cuba                           | 20  | 8     | 16     | 44    |
| 6    | Venezuela                      | 18  | 13    | 41     | 72    |
| 7    | República Dominicana           | 12  | 28    | 34     | 74    |
| 8    | Colombia                       | 11  | 28    | 42     | 81    |
| 9    | Argentina                      | 11  | 15    | 35     | 61    |
| 10   | Puerto Rico                    | 7   | 20    | 55     | 82    |
| 11   | Ecuador                        | 5   | 8     | 32     | 45    |
| 12   | Chile                          | 4   | 8     | 26     | 38    |
| 13   | Perú                           | 4   | 3     | 16     | 23    |
| 14   | Antillas Neerlandesas          | 3   | 2     | 9      | 14    |
| 15   | Guatemala                      | 2   | 10    | 13     | 25    |
| 16   | Islas Vírgenes Estadounidenses | 2   | 1     | 9      | 12    |
| 17   | Panamá                         | 2   | 1     | 3      | 6     |
| 18   | Costa Rica                     | 1   | 8     | 8      | 17    |
| 19   | Surinam                        | 1   | 3     | 4      | 8     |
| 20   | Nicaragua                      | 1   | 0     | 1      | 2     |
| 21   | Costa Rica                     | 0   | 4     | 7      | 11    |
| 22   | Trinidad y Tobago              | 0   | 2     | 1      | 3     |
| 23   | Uruguay                        | 0   | 1     | 4      | 5     |
| 24   | El Salvador                    | 0   | 1     | 2      | 3     |
| 24   | Jamaica                        | 0   | 1     | 2      | 3     |
| 26   | Haití                          | 0   | 1     | 1      | 2     |
| 27   | Paraguay                       | 0   | 1     | 0      | 1     |
| 28   | Honduras                       | 0   | 0     | 8      | 8     |
| 29   | Aruba                          | 0   | 0     | 5      | 5     |
| 30   | Bolivia                        | 0   | 0     | 4      | 4     |
| 31   | Granada                        | 0   | 0     | 1      | 1     |
| 31   | Guadalupe                      | 0   | 0     | 1      | 1     |
| 31   | Guyana                         | 0   | 0     | 1      | 1     |
|      | TOTAL                          | 354 | 354   | 686    | 1394  |